# Dorylus
Genre
Les fourmis légionnaires du genre Dorylus, appelées également magnan, ou siafu en langue swahili, sont originaires d'Afrique centrale et orientale. Toutes les espèces sont aveugles et communiquent donc principalement par le biais de phéromones.

## Mode de vie

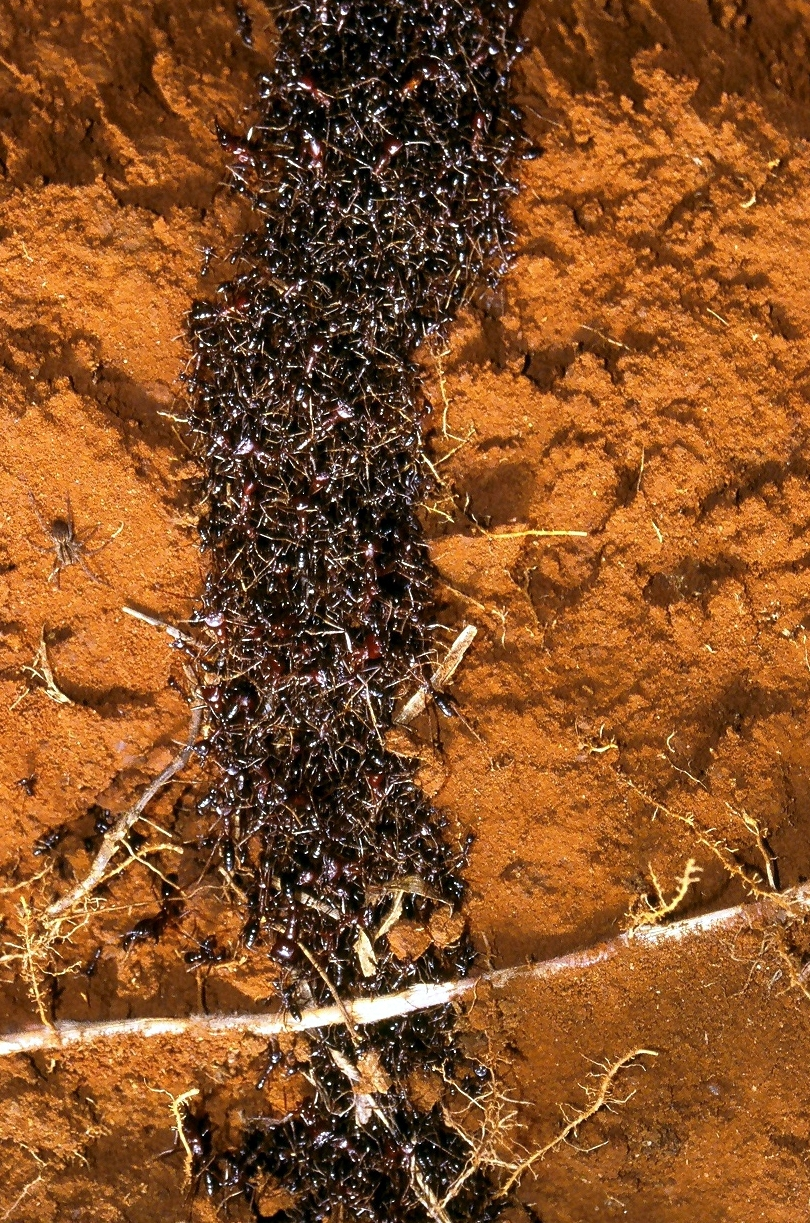
Colonie de magnans en marche. Les soldats flanquent les membres plus faibles.

Une colonie de Magnan ou Dorylus peut accueillir une vingtaine de millions d'individus. Contrairement à leurs cousines américaines Eciton, les Dorylus ne sont pas entièrement nomades et créent des fourmilières temporaires, pouvant durer de quelques jours à plusieurs mois. Lorsque la nourriture devient moins abondante, elles migrent, formant une colonne parcourant environ 20 mètres par heure. 

## Castes

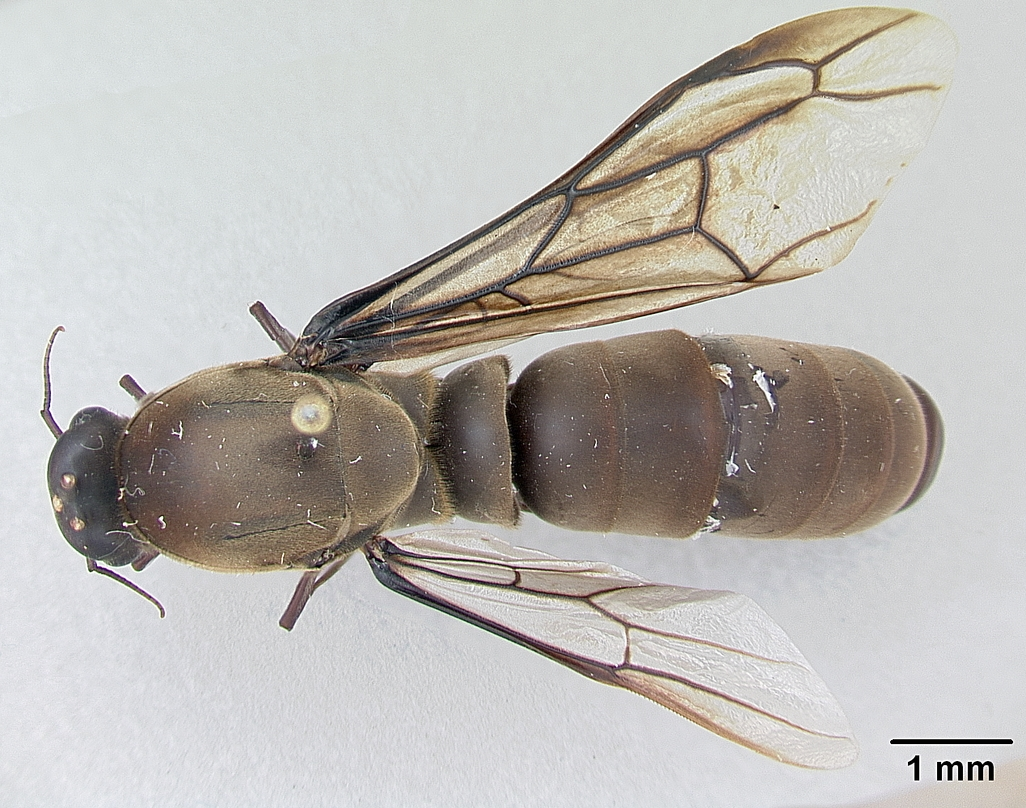
Dorylus wilverthi sexuée.

Les fourmis magnans disposent d'une caste de soldats, plus gros que les ouvrières et pourvus de puissantes mandibules. Lorsque la colonie se déplace, ces soldats se postent en sentinelles, formant un cordon de sécurité le long de la route qu'empruntent les ouvrières et la reine et attaquant tout intrus. 
Les membres sexués sont plus gros que les soldats et pourvus d'ailes leur permettant de quitter la colonie pour en former une nouvelle. Les mâles meurent peu après l'accouplement avec les femelles, qui sont autant de futures reines.
La reine est le plus gros membre de la colonie. Sa tâche consiste uniquement à pondre. Lors des déplacements, elle est sévèrement gardée, sa mort entraînant l'extinction de la colonie.

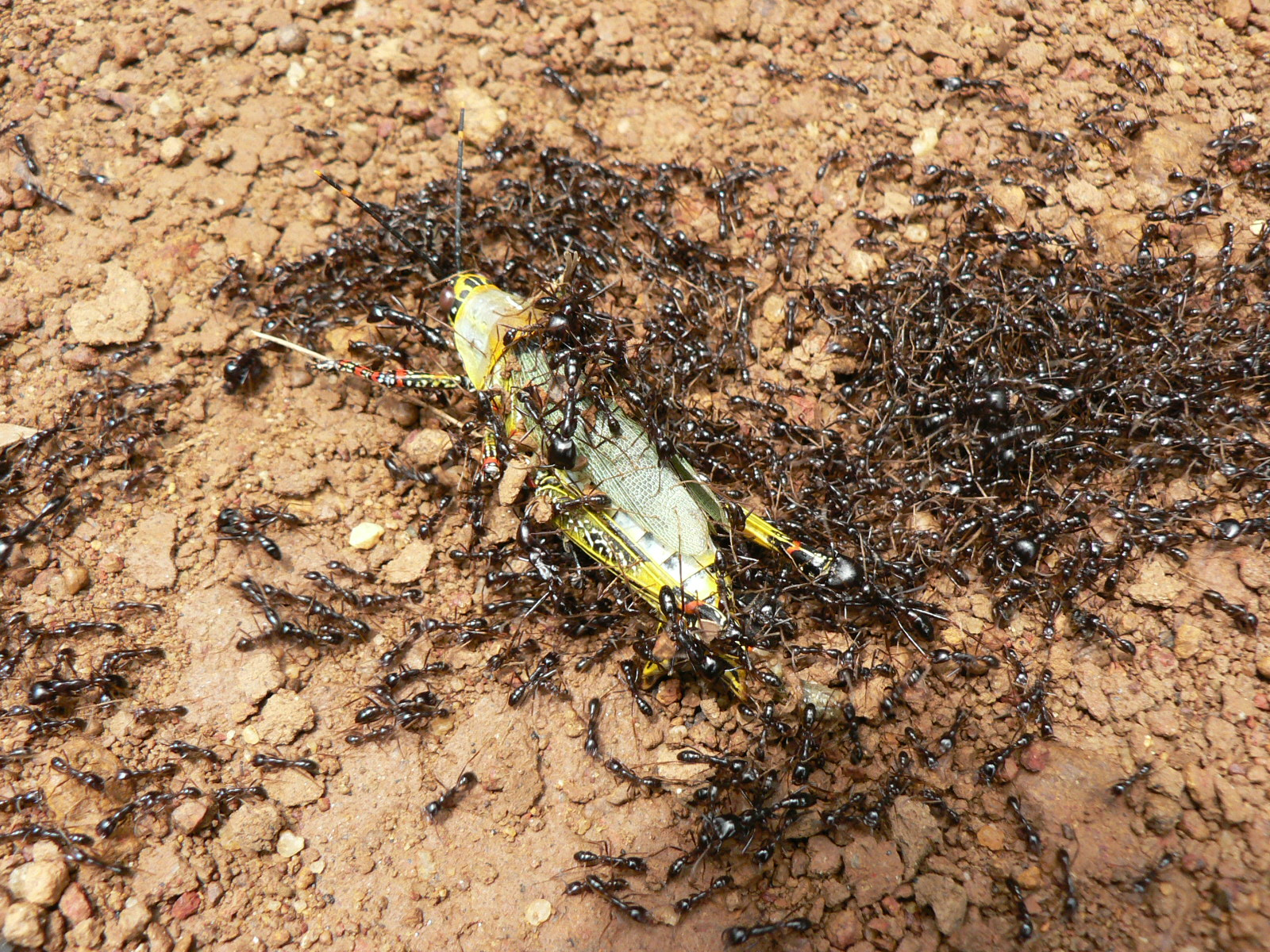
Dorylus sp. s'attaquant à une sauterelle.

## Utilisation
La morsure des soldats est très douloureuse. Ils lâchent difficilement prise, ce qui a conduit des peuples indigènes d'Afrique orientale, notamment les Maasaï, à les utiliser comme points de suture en faisant pincer la plaie aux soldats puis en arrachant le corps[réf. nécessaire]
Au Cameroun, la fourmi magnan est aussi utilisée pour favoriser l'allaitement.

## Alimentation
Les magnans sont carnivores. Lors du déplacement de leur colonie, elles peuvent s'attaquer à des proies bien plus grosses qu'elles : rats, serpents, crabes d'eau douce, scorpions, mantes religieuses, etc. Une colonie magnan en mouvement est considérée comme dangereuse pour l'homme, bien que sa vitesse de déplacement (20 mètres par heure) la rende facile à éviter. C'est principalement pour les individus ne pouvant pas se déplacer (nourrissons, infirmes) qu'une telle colonie est dangereuse.

## Dans la culture populaire
- Les fourmis magnans ont donné leur surnom aux joueurs et supporteurs du Stella Club d'Adjamé, un club de football de Côte d'Ivoire.

- Dans le film documentaire La Citadelle assiégée (2006), ce sont des fourmis de ce genre qui affrontent des termites.

- Dans le film Indiana Jones et le Royaume du crâne de cristal (2008), les héros et les méchants sont confrontés à une super-colonie de siafus géantes (2 à 3 cm) mangeuses d'hommes. Ce terme est faux puisque la scène est censée se dérouler en Amazonie et non en Afrique. De plus l'apparence des fourmis indique plus visiblement des Cheliomyrmex andicola (de), plus connues sous le nom de Marabunta et vivant effectivement dans la jungle amazonienne.

- Une enquête menée en Afrique par Bernard Werber lui a inspiré les trois romans du Cycle des fourmis (1991-1996).
  - Les fourmis magnans font aussi l'objet de l'une des nouvelles de son recueil Paradis sur mesure (2008) : Les Dents de la terre.
  - Un épisode important de son roman Troisième humanité (2012) confronte également deux personnages à une colonie de magnans en déplacement.

## Liste des espèces
- Dorylus acutus Santschi, 1937
- Dorylus aethiopicus Emery, 1895
- Dorylus affinis Shuckard, 1840
- Dorylus agressor Santschi, 1923
- Dorylus alluaudi Santschi, 1914
- Dorylus atratus Smith, 1859
- Dorylus atriceps Shuckard, 1840
- Dorylus attenuatus Shuckard, 1840
- Dorylus bequaerti Forel, 1913
- Dorylus bishyiganus (Boven, 1972)
- Dorylus braunsi Emery, 1895
- Dorylus brevipennis Emery, 1895
- Dorylus brevis Santschi, 1919
- Dorylus buyssoni Santschi, 1910
- Dorylus congolensis Santschi, 1910
- Dorylus conradti Emery, 1895
- Dorylus depilis Emery, 1895
- Dorylus diadema Gerstaecker, 1859
- Dorylus distinctus Santschi, 1910
- Dorylus ductor Santschi, 1939
- Dorylus emeryi Mayr, 1896
- Dorylus erraticus (Smith, 1865)
- Dorylus faurei Arnold, 1946
- Dorylus fimbriatus (Shuckard, 1840)
- Dorylus fulvus (Westwood, 1839)
- Dorylus funereus Emery, 1895
- Dorylus furcatus (Gerstaecker, 1872)
- Dorylus fuscipennis (Emery, 1892)
- Dorylus gaudens Santschi, 1919
- Dorylus gerstaeckeri Emery, 1895
- Dorylus ghanensis Boven, 1975
- Dorylus gribodoi Emery, 1892
- Dorylus helvolus (Linnaeus, 1764)
- Dorylus katanensis Stitz, 1911
- Dorylus kohli Wasmann, 1904
- Dorylus labiatus Shuckard, 1840
- Dorylus laevigatus (Smith, 1857)
- Dorylus lamottei Bernard, 1953
- Dorylus leo Santschi, 1919
- Dorylus mandibularis Mayr, 1896
- Dorylus mayri Santschi, 1912
- Dorylus moestus Emery, 1895
- Dorylus montanus Santschi, 1910
- Dorylus niarembensis (Boven, 1972)
- Dorylus nigricans Illiger, 1802
- Dorylus ocellatus (Stitz, 1910)
- Dorylus orientalis Westwood, 1835
- Dorylus politus Emery, 1901
- Dorylus rufescens Santschi, 1915
- Dorylus savagei Emery, 1895
- Dorylus schoutedeni Santschi, 1923
- Dorylus spininodis Emery, 1901
- Dorylus stadelmanni Emery, 1895
- Dorylus stanleyi Forel, 1909
- Dorylus staudingeri Emery, 1895
- Dorylus striatidens Santschi, 1910
- Dorylus termitarius Wasmann, 1911
- Dorylus titan Santschi, 1923
- Dorylus vishnui Wheeler, 1913
- Dorylus westwoodii (Shuckard, 1840)
- Dorylus wilverthi Emery, 1899